# Dicranocnemus squamulatus
Dicranocnemus squamulatus är en skalbaggsart som beskrevs av Hermann Burmeister 1844. Dicranocnemus squamulatus ingår i släktet Dicranocnemus och familjen Melolonthidae. Inga underarter finns listade i Catalogue of Life.